# Schnepfen-Ragwurz

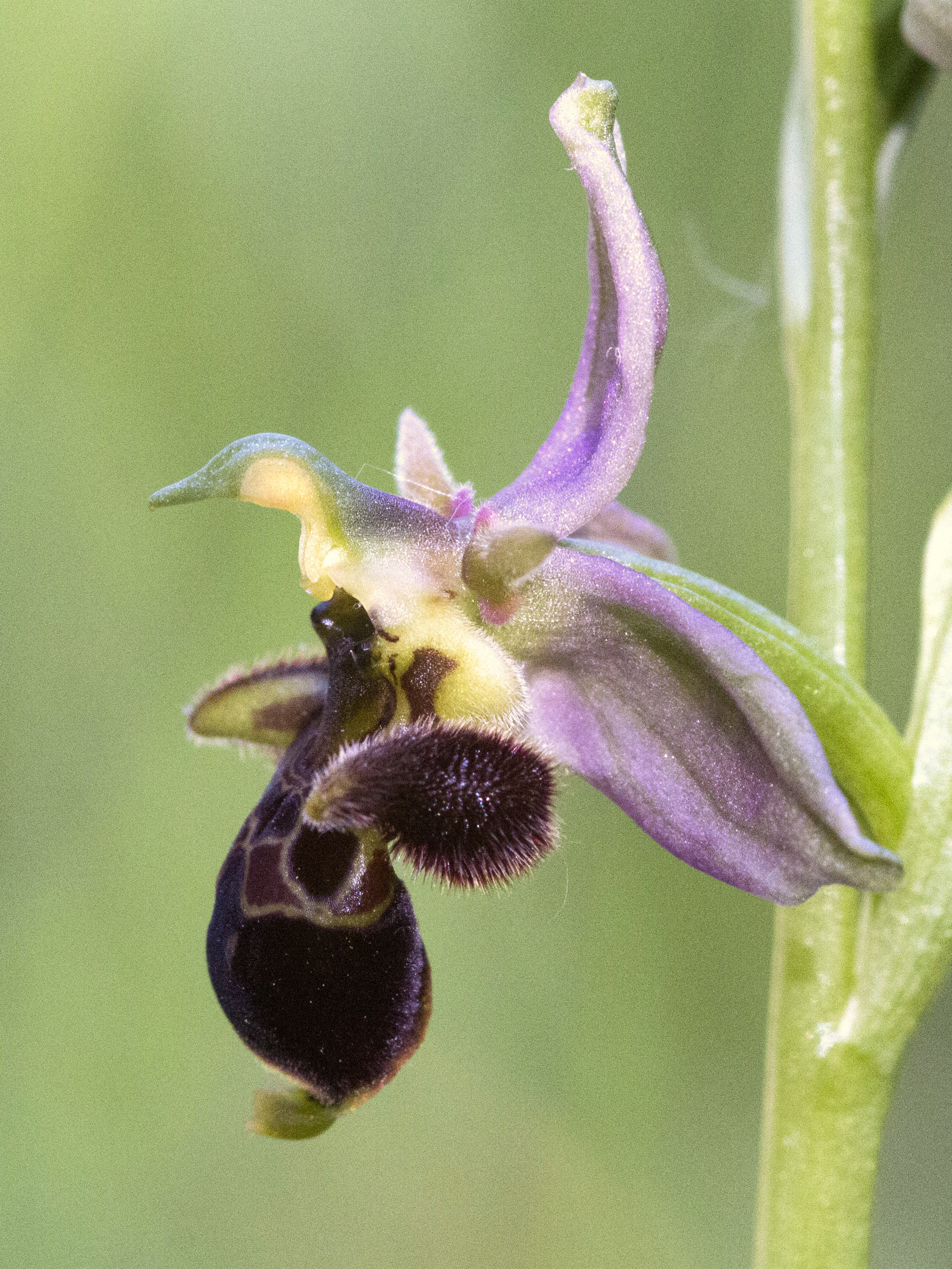
Schnepfen-Ragwurz (Ophrys scolopax)

Die Schnepfen-Ragwurz (Ophrys scolopax) ist eine Pflanzenart aus der Gattung Ragwurzen (Ophrys) innerhalb der Familie der Orchideen (Orchidaceae).

## Pflanzenbeschreibung
Diese mehrjährige krautige Pflanze erreicht Wuchshöhen zwischen 10 und 65 Zentimeter und besitzt zwei eiförmig bis kugelige Knollen als Überdauerungsorgane. Am Grund des Stängels findet man ein bis zwei Schuppenblätter. Drei bis sieben Laubblätter sind in einer Grundrosette zusammengefasst und weiter oben findet man ein bis zwei, manchmal auch 4 weitere Blätter. 
Der langgestreckte Blütenstand besteht aus zwei bis zwölf, in seltenen Fällen auch 20 Blüten. Die schmal elliptischen bis eiförmigen Kelchblätter sind rosa bis rot und selten weißlich grün bis grün gefärbt. Die behaarten Kronblätter erscheinen rosa bis rot. Die tief dreilappige und rundum kurzhaarige Lippe ist hingegen kastanienbraun. Manchmal findet sich auf ihr ein schwacher Violettton. Der schmale kahle Rand ist gelblich gefärbt. Das Mal ist in der unteren Lippenhälfte sehr ausgedehnt. Sie bedient sich der Peckhamschen Mimikry und ahmt dabei das Aussehen von Langhornbienen-Weibchen (Eucera barbiventris) nach, um so Männchen zur Bestäubung anzulocken.
Diese Art blüht zwischen März und Juni. Oft findet man früh- und spätblühende Varianten in einem Gebiet.
Die Chromosomenzahl beträgt 2n = 36.

## Standort
Man findet diese Pflanzenart in lichten Wäldern und Gebüschen, Garriguen, Magerwiesen und -rasen mit mäßig trockenen bis frischen, aber stets basenreichen Böden bis zu einer Höhe von 2000 Metern Meereshöhe.

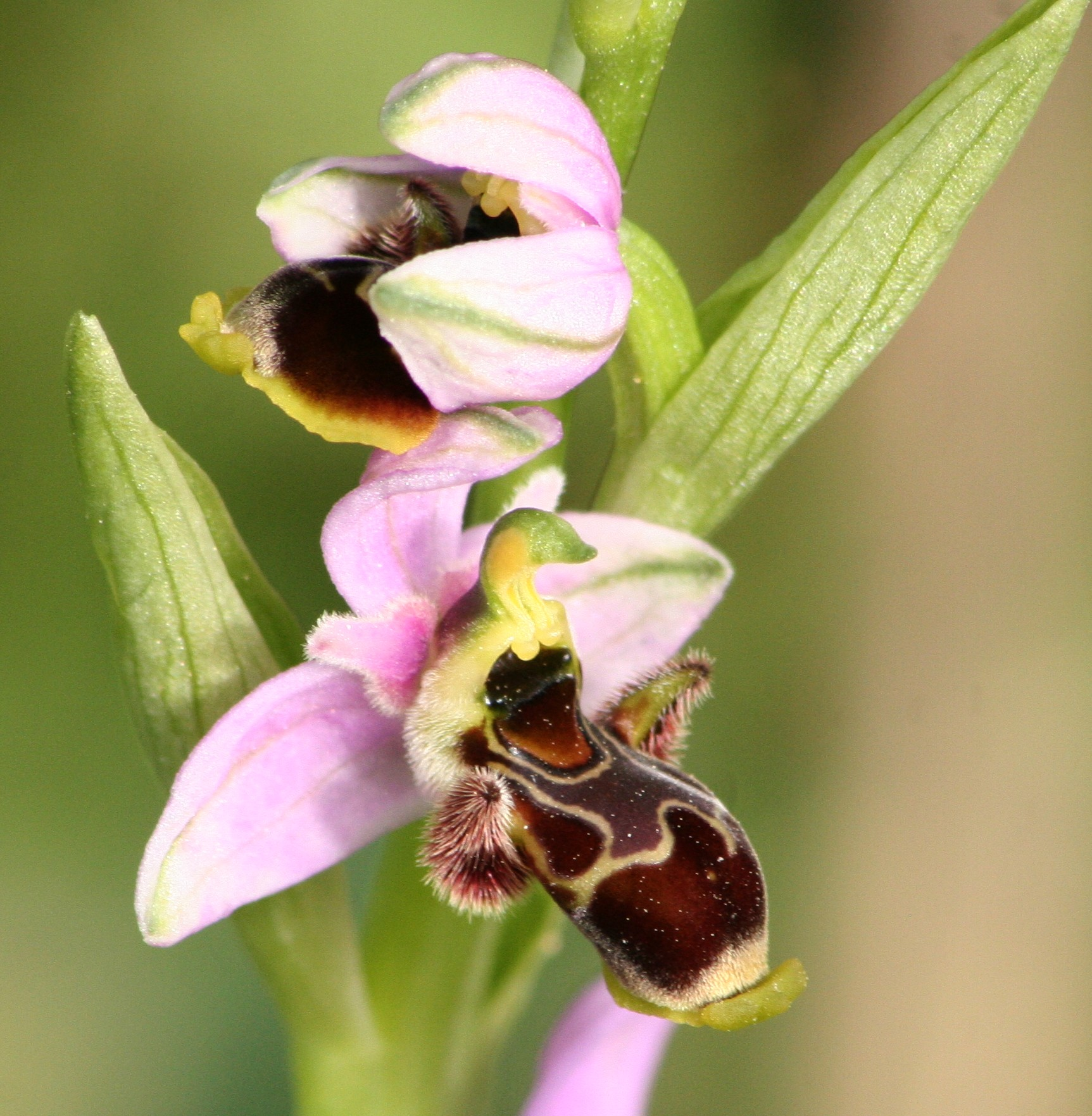
Tunesische Ragwurz (Ophrys scolopax subsp. apiformis)

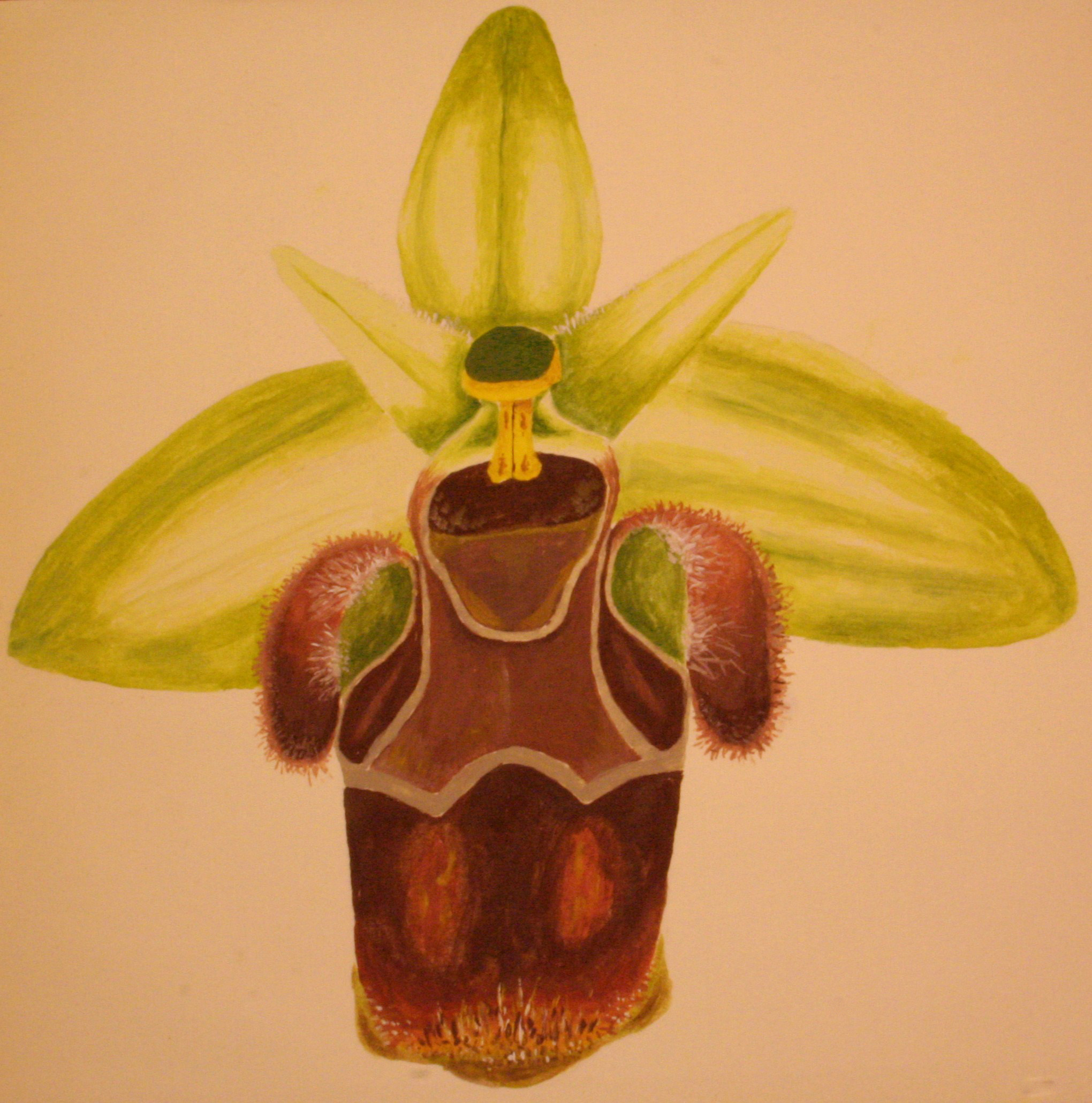
Illustration von Conrads Ragwurz (Ophrys scolopax subsp. conradiae)

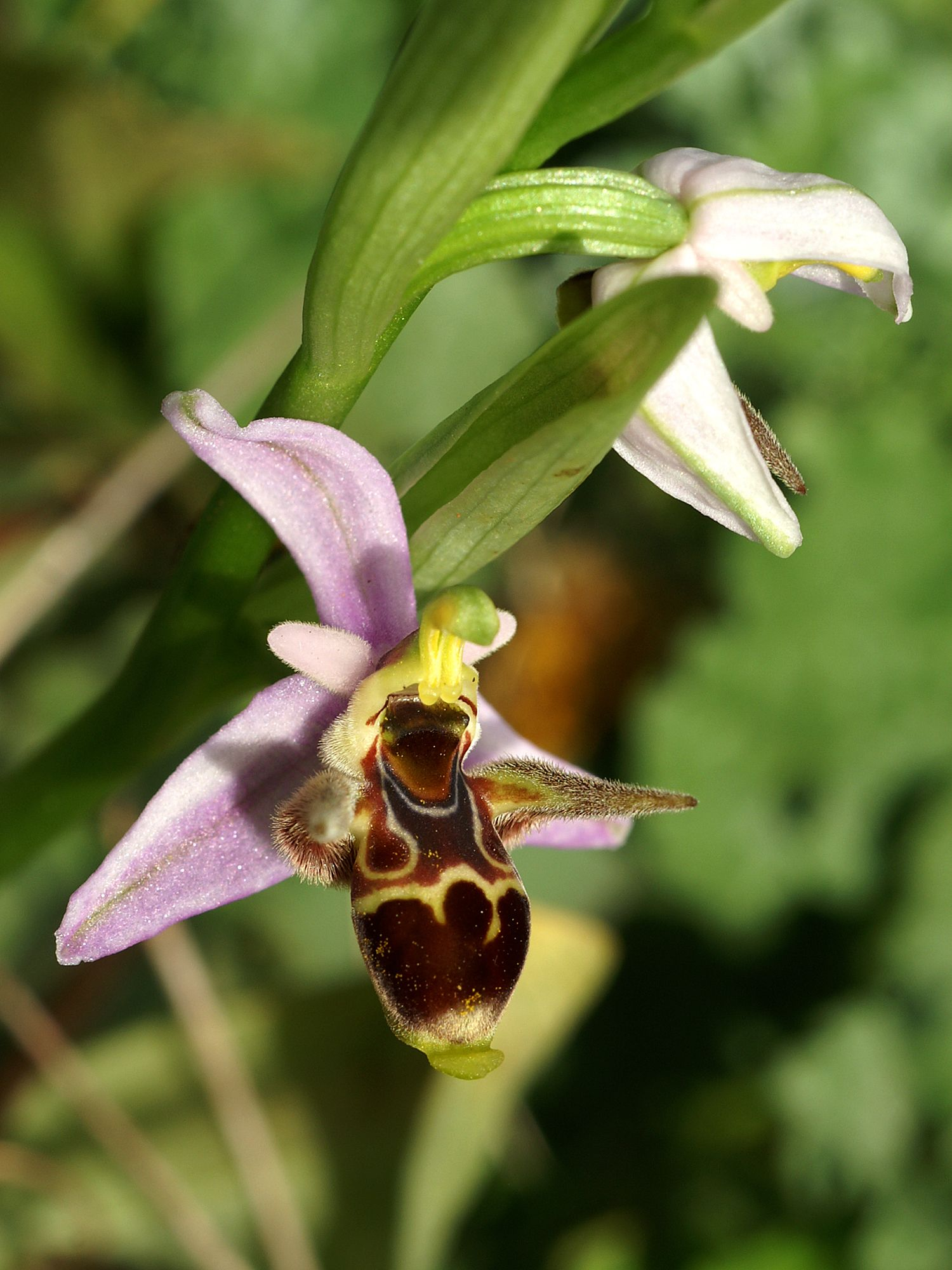
Kleinblütige Gehörnte Ragwurz (Ophrys scolopax subsp. cornuta)

## Taxonomie und Systematik
Die Schnepfen-Ragwurz wurde 1793 von Antonio José Cavanilles in Icones et Descriptiones Plantarum, quae aut sponte . . . Band 2, Seite 46, Tafel 161 als Ophrys scolopax erstbeschrieben.

### Unterarten
Diese Gruppe gehört zu den vielgestaltigsten und schwierigsten Verwandtschaftskreisen der Ragwurzen. So kommt es auch zu vielen verschiedenen Arten der Gliederung. Hier werden im Folgenden acht Unterarten vorgestellt. Es ist aber noch genau zu klären, ob dies richtig ist, da man die verschiedenen Varianten nicht klar voneinander abgrenzen kann. R. Govaerts erkennt 10 Unterarten an.
Ophrys scolopax subsp. scolopax
Diese Unterart findet man in Europa, Nordafrika und Vorderasien in den meridionalen und submeridionalen Zonen. In Frankreich gibt es aber auch Funde in kälteren Zonen. Bemerkenswert ist die auffällige Areallücke im zentralen Mittelmeergebiet, denn in Italien inklusive Sardinien und Sizilien sucht man sie vergebens.
Als Bestäuber der Unterart wurde Eucera interrupta beobachtet.
Ophrys scolopax subsp. cornuta
Die Kleinblütige Gehörnte Ragwurz (Ophrys scolopax subsp. cornuta (Steven) E.G.Camus, Syn.: Ophrys oestrifera subsp. cornutula (Paulus) Kreutz) findet sich auf der Balkanhalbinsel und in der Ägäis. Sie kommt dort in Höhenlagen zwischen 0 und vermutlich 1700 Metern Meereshöhe vor. Als Bestäuber wurden Eucera punctulata und Eucera signifera beobachtet.
Ophrys scolopax subsp. heldreichii
Diese Unterart, die Kleinblütige Heldreich-Ragwurz (Ophrys scolopax subsp. heldreichii (Schltr.) E.Nelson, Syn.: Ophrys heldreichii subsp. pusilla B.Baumann & H.Baumann) ist eine Schnepfen-Ragwurz, die man auf Karpathos, Rhodos, Samos und Lesbos findet. Sie wächst dort in Höhenlagen zwischen 0 und 400 Metern Meereshöhe.
Ophrys scolopax subsp. apiformis
Diese Unterart, die Tunesische Ragwurz (Ophrys scolopax subsp. apiformis (Desf.) Maire & Weiller) ist ein Endemit des nördlichen Tunesien. Sie wächst in Höhenlagen zwischen 200 und 350 Metern Meereshöhe.
Ophrys scolopax subsp. conradiae
Diese Unterart, Conrads Ragwurz (Ophrys scolopax subsp. conradiae (Melki & Deschâtres) H.Baumann, Giotta, Künkele, R.Lorenz & Piccitto), ist ein Endemit des südlichen Korsika und Sardiniens. Sie wächst dort in Höhenlagen zwischen 0 und 500 Metern Meereshöhe.
Ophrys scolopax subsp. philippi
Diese Unterart, Philippes Ragwurz (Ophrys scolopax subsp. philippi (Gren.) H.A.Pedersen & P.J.Cribb, Syn.: Ophrys philippi Gren.) kommt nur in Südfrankreich in Höhenlagen zwischen 200 und 700 Metern Meereshöhe vor. Das Epitheton ehrt M. Philippe aus St.-Mandrier. Die Schreibweise "philippi" statt richtiger "philippei" kann aber nach ICN Rec. 60C.2. (2018) nicht korrigiert werden.
Ophrys scolopax subsp. sardoa
Diese Unterart, die Sardische Ragwurz (Ophrys scolopax subsp. sardoa H.Baumann, Giotta, Künkele, R.Lorenz & Piccitto), kommt im südwestlichen Sardinien in Höhenlagen zwischen 200 und 300 Metern vor. Sie wird von manchen Autoren auch mit Conrads Ragwurz vereinigt.
Ophrys scolopax subsp. vetula
Diese Unterart, die Seealpen-Ragwurz (Ophrys scolopax subsp. vetula (Risso) Kreutz), kommt nur in den Seealpen und hier bis zu 700 Metern Meereshöhe vor.